# Metarhodophytina
Metarhodophytina G.W. Saunders & Hommersand , 2004, segundo o sistema de classificação de Saunders e Hommersand (2004), é o nome botânico de um subfilo  de algas vermelhas pluricelulares do filo Rhodophyta.
- Subfilo novo, não existente em nenhuma das classificações anteriores.

## Táxons inferiores
Classe Compsopogonophyceae G.W. Saunders & Hommersand 2004 (classe nova)
Ordem 1: Compsopogonales Skuja 1939
Famílias: Boldiaceae,  Compsopogonaceae
Ordem 2: Erythropeltidales Garbary et al. 1980
Família: Erythrotrichiaceae
Ordem 3: Rhodochaetales Bessey 1907
Família: Rhodochaetaceae
- No sistema de classificação de Hwan Su Yoon et al. (2006) a classe Compsopogonophyceae foi transferida para um subfilo novo, Rhodophytina.